# Der Tod Mariens (Caravaggio)
Der Tod Mariens ist ein Gemälde des italienischen Malers Michelangelo Merisi da Caravaggio. Das 1606 fertiggestellte Gemälde zeigt eindringlich den kompromisslosen Realismus Caravaggios. Der Auftraggeber des Bildes, der päpstliche Rechtsberater Laerzio Cherubini, wies die ungeschönte Darstellung der verstorbenen Jungfrau Maria, die als Frau einfacher Herkunft dargestellt wurde, unverzüglich zurück.

## Geschichte

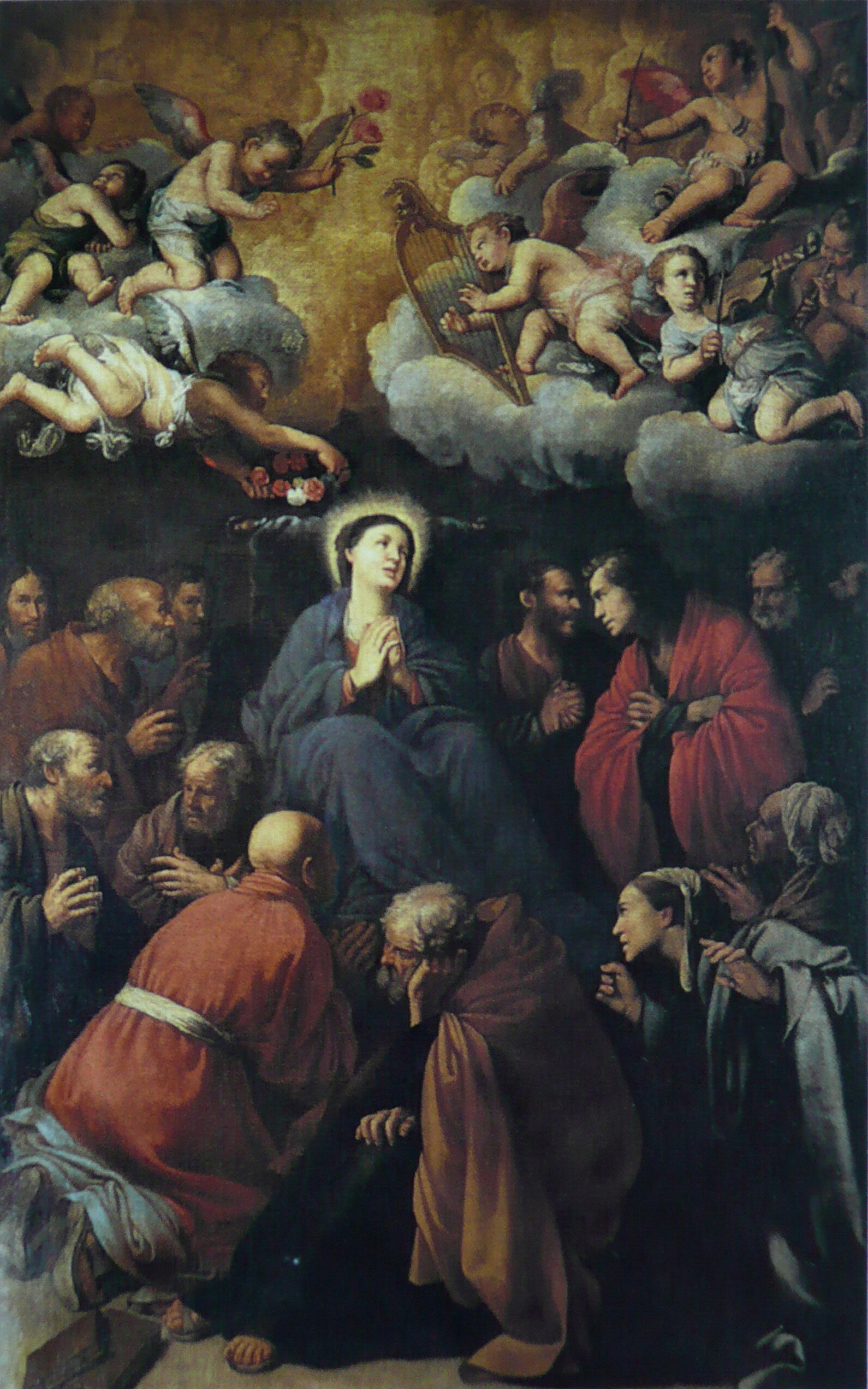
Carlo Saraceni, Tod der Jungfrau

Das Gemälde wurde 1601 von dem päpstlichen Rechtsberater Laerzio Cherubini in Auftrag gegeben. Er wolle damit seine Privatkapelle in der Karmelitenkirche Santa Maria della Scala ausstatten, die in römischen Stadtteil Trastevere lag. Nachdem das Werk Ende 1605 oder Anfang 1606 fertiggestellt war, erhob der Klerus dieser Kirche Einspruch gegen die Präsentation des Gemäldes in der Kapelle. Die Mönche fühlten sich von der Darstellung der toten Jungfrau und dem Fehlen religiöser Symbole verletzt. Der Affront des Gemäldes rührte zum einen daher, dass nach katholischer Lehre die Jungfrau Maria an Leib und Seele unversehrt in den Himmel aufgenommen wurde. Die realistische Darstellung Caravaggios der toten Maria widerspricht dieser Lehre. Problematisch war auch, dass Carvaggio für die Jungfrau eine Prostituierte als Modell angeheuert haben soll. Es gab sogar Gerüchte, Vorlage für die Marienfigur sei eine im Tiber ertrunkene Frau gewesen. So blieb den Mönchen keine Wahl als das Gemälde wegen der Verwendung dieser Vorbilder, der realistische Darstellung der Toten sowie dem Fehlen jeglicher religiöser Symbole als sittenwidrig zurückzuweisen. Das Gemälde wurde darum schon 1607 an Ferdinando Gonzaga, Herzog von Mantua (1587–1626), verkauft. Anstelle des für die barocke Malerei wegweisenden Werks von Carvaggio wurde in der Privatkapelle Laerzio Cherubinis ein traditionelles Bild desselben Motivs von Carlo Saraceni aufgehängt.

## Beschreibung
Schon der Titel verdeutlicht das Thema des Gemäldes: nicht die tote Jungfrau ist gemeint, sondern der Tod der Jungfrau, das heißt die sterbende Jungfrau oder auch der „Tod am Werk“.
Der Körper Marias ist eindeutig der einer Toten. Die Knöchel sind dick angeschwollen, der Kopf zurückgefallen und der linke Arm ist schlaff ausgestreckt. Ihr Gesicht ist ohne Idealisierung von den Prüfungen des Endes und vom Tod gezeichnet. Ihr amorpher Körper liegt auf einem zu kurzen Tisch, sodass ihre langen Beine mit schmutzigen, nackten Füßen über ihn hinausragen. Dieser Umstand wurde von Kritikern des Bildes als Beleidigung der Heiligen aufgefasst. Das Kleid der Jungfrau ist am Hals geöffnet worden, die Haut zeigt bereits erste Leichenflecken und der aufgeblähte Bauch trägt eine weiche, leblose Hand. Das einzige sakrale Moment bildet der schmale, kaum wahrnehmbare Heiligenschein.
Es scheint, als wäre der Tod plötzlich eingetreten. Die Unordnung der braunen Decke zeigt die Eile, die der Szene vorausging, mit der ihre Gefährten und die Apostel sich um sie gekümmert hatten. Doch jetzt ist alles wieder ruhig, und eine tiefe Verzweiflung bedrückt jede Gestalt. Um den Leichnam herum stehen niedergeschlagen die Apostel. Sie beten und weinen. Einige verbergen weinend ihr Gesicht in den Händen. Vor Schmerz am Boden zerstört kniet zu ihren Füßen ein junger Mann, wahrscheinlich der Apostel Johannes, dem Christus seine Mutter anvertraut hatte. Hinter ihm steht ein älterer, gelb gekleideter Apostel mit langem Bart und besorgtem. doch gefasstem Gesichtsausdruck. Es handelt sich wahrscheinlich um den Apostel Petrus. Er ist einer der zwei Apostel, die den Leib Marias direkt anblickten. Seine rechte Hand greift nach Johannes, und er scheint diesen trösten zu wollen. Die Frau im Vordergrund stellt wahrscheinlich Maria Magdalena dar. Sie klagt um Maria und bricht ohne Hoffnung auf Erlösung zusammen. Ein Messingbecken steht zu ihren Füßen bereit, damit die rituelle Totenwaschung beginnen kann. Maria Magdalena, die Ärmel noch hochgekrempelt, weil sie vor wenigen Augenblicken Maria noch geholfen hatte, steht diesem Moment des Todes hilflos gegenüber, buchstäblich entsetzt über die Traurigkeit dieses Endes. Am unteren Ende des Tisches steht ein bärtiger älterer Mann mit vor der Brust gekreuzten Armen. Er betrachtet Maria voll Sorge. Sein orangefarbener Mantel und sein braunes Unterkleid lassen vermuten, dass es sich um den Apostel Paulus handelt.
Neben seinen beeindruckend realistisch dargestellten Figuren war Carvaggio auch ein Meister des theatralisch eingesetzten Lichts. Der Tod Mariens ereignet sich in einem einfachen, schmucklosen Raum, dessen Hintergrund im Schatten liegt. Die Auswahl der Farben ist begrenzt. Diagonal durch das Bild verläuft ein Lichtstrahl rätselhafter Herkunft, der auf die liegende Maria fällt, was deren Präsenz betont. Er beleuchtet das einzige dekorative Element der Szene, die rote Bekleidung der Jungfrau und ihren linken, ausgestreckten Arm. Die Figuren der kaum individualisierten Apostel bilden mit der Jungfrau die Form eines Kreuzes.

## Provenienz
Nachdem das Gemälde auf Betreiben von Peter Paul Rubens ab 1607 im Besitz des Herzogs von Mantua war, ging es 1627 an Karl I. von England (1600–1649). Danach war das Kunstwerk zwischenzeitlich im Besitz von Eberhard Jabach (1618–1695) und wurde dann 1671 an Ludwig XIV. (1643–1715) verkauft, der es in die Sammlung des Louvre aufnahm (Inventarverzeichnis von 1683, Nr. 193).